# USS LST-643
O USS LST-643 foi um navio de guerra norte-americano da classe LST que operou durante a Segunda Guerra Mundial.